# Panyptila
A Panyptila a madarak (Aves) osztályának sarlósfecske-alakúak (Apodiformes) rendjébe, ezen belül a  sarlósfecskefélék (Apodidae) családjába tartozó nem.

## Rendszerezésük
A nemet Jean Cabanis írta le 1847-ben, az alábbi 2 faj tartozik ide:
- csöves sarlósfecske (Panyptila cayennensis)
- nagy csöves-sarlósfecske (Panyptila sanctihieronymi)

## Előfordulásuk
Mexikó, Közép-Amerika és Dél-Amerika területén honosak. Természetes élőhelyeik szubtrópusi és trópusi esőerdők és cserjések. Állandó, nem vonuló fajok.

## Megjelenésük
A kisebb faj testhossza 13 centiméter, a nagyobb 20 centiméteres.